# Salvadorifasan
Der Salvadorifasan (Lophura inornata) ist eine Hühnervogelart aus der Familie der Fasanenartigen, die in dichten, unzugänglichen Gebirgswäldern in der südlichen Hälfte Sumatras endemisch ist. Es handelt sich um einen relativ unauffällig gefärbten, kurzschwänzigen Fasan, über dessen Lebensweise wenig bekannt ist. Da die Art durch Bejagung, Fallenstellerei und eine Fragmentierung ihrer Lebensräume durch Holzeinschlag und Landnutzung im Bestand bedroht ist, wird sie von der IUCN als „gefährdet“ (vulnerable) eingestuft.
Von manchen Autoren wird der im Nordteil Sumatras endemische Sumatrafasan als Unterart des Salvadorifasans angesehen.

## Beschreibung
Der Hahn dieser recht einfarbigen und kurzschwänzigen Art erreicht eine Körperlänge von 46 bis 55 cm, wovon 16–16,5 cm auf den Schwanz entfallen. Die Flügellänge beträgt 220–230 mm. Das Körpergefieder ist überwiegend schwarz und bis auf den mattschwarzen Unterbauch und Schwanz breit blau-metallisch glänzend gesäumt. Die Augenregion ist unbefiedert rot. Das Auge, dessen Iris orange ist, ist von einem hellgrünlichen Ring umrandet. Der Schnabel ist weißlich hornfarben, die Füße grünlich grau.
Das Gefieder der Henne ist zum größten Teil lebhaft kastanienbraun. Es wirkt gefleckt bis geschuppt, da der Mittelteil der Federn einen warmbeigen, dunkel gesprenkelten Längsstreifen und einen hellen Schaft zeigt. Die Kehle ist etwas heller braun, der Schwanz schwarzbraun. Auch die Henne hat eine rote Gesichtspartie mit einem hellen Augenring. Die Iris ist orange bis braun.

## Stimme
Für die Art werden gackernde Rufreihen beschrieben.

## Verbreitung und Bestand
Der Salvadorifasan ist auf Sumatra endemisch, wo er im mittleren und südlichen Teil des Barisangebirges in Höhen zwischen 600 und 2400 m vorkommt. Es sind mindestens zehn Vorkommen bekannt, aktuelle Nachweise gibt es von drei dieser Vorkommen. Bei Erfassungen in den 1990er-Jahren und den Jahren nach der Jahrtausendwende wurde die Art regelmäßig am Gunung Kaba und am Gunung Kerinci im Nationalpark Kerinchi-Seblat festgestellt. Aus dem Nationalpark Barisan Selatan existieren Nachweise von Kamerafallen.
Der Bestand wird auf unter 10.000 Tiere geschätzt. Da die Art bejagt wird und ihre Lebensräume durch zunehmende Landnutzung und Holzeinschlag langfristig bedroht sind, wird sie als „gefährdet“ (vulnerable) eingestuft.

## Lebensweise
Der Salvadorifasan bewohnt feuchte Bergwälder niederer Lagen, möglicherweise kommt er auch in größerer Höhe vor. Die meisten Beobachtungen stammen aus Höhen um 800 m. Er bevorzugt unberührte Primärwälder, scheint aber auch in sekundären Sukzessionsstadien aufzutreten.
Das Gelege besteht aus 2 matt schokoladenbraunen Eiern von 51 × 37 mm Größe und wird 22 Tage lang bebrütet.